# ムハンマド (ヤルカンド・ハン国)
ムハンマド（ウイグル語: ئمۇھەممەدخ, ラテン文字転写: Muhammad）は、ヤルカンド・ハン国の第4代君主。

## 生涯
アブドゥッラシード・ハン1世の五男。兄のアブドゥル・カリームがトルファン・ハン国を滅ぼした後、その遺領であったトルファンの総督に任命された。1592年にアブドゥル・カリームが死去すると、跡を継いで即位した。シャイバーニー朝からの侵略を撃退した。ナクシュバンディー教団の黒山派を信奉し、晩年は黒山派のイスハクとサイードのホージャ親子が国政の実権を掌握した。1610年に死去。長男のシュジャーウッディーン・アフマドが跡を継いだ。
| スタブアイコン | サブスタブ | この項目は、まだ閲覧者の調べものの参照としては役立たない、人物に関連した書きかけの項目です。この項目を加筆・訂正などしてくださる協力者を求めています（P:人物伝/PJ:人物伝）。 |